# 童今吾
童今吾，浙江省宁波府庄桥（今宁波市江北区）人，清末民国银行家，为中国垦业银行创办人之一。

## 银行业绩
早年涉足钱庄业，在上海、天津、宁波都有钱庄业务，开设了不少钱庄。
1919年，在天津与贺得霖创办了东陆银行。主要负责经营北洋政府财政部的放贷，不久因法律问题困扰，于1924年宣布停业。
1920年，童今吾发起创立明华商业储蓄银行，并担任银行总经理。总行初设在北平（今北京），在天津、上海、青岛等地都有分行设立，后来总行移至上海。
童今吾曾联合银行家俞佐廷，创立了中国垦业银行。中国垦业银行于1926年3月正式开业，总部设在天津。虽是商业银行，却取得钞票发行权。
童今吾也是位收藏家，尤嗜好瓷器收藏。